# Nyírhalom
Nyírhalom (ukránul: Березинка) falu Ukrajnában, Kárpátalján, a Munkácsi járásban.

## Fekvése
Munkácstól délkeletre, Felsőkerepec és Beregleányfalva közt fekvő település.

## Története
A trianoni békeszerződés előtt Bereg vármegye Munkácsi járásához tartozott.
1910-ben 108 lakosából 96 német, 12 ruszin volt. Ebből 95 római katolikus, 11 görögkatolikus, 2 izraelita volt.